# Лизерс, Фредерик, 1-й виконт Лизерс
Фредерик Джеймс Лизерс, 1-й виконт Лизерс (англ. Frederick James Leathers, 1st Viscount Leathers; 21 ноября 1883 — 19 марта 1965) — британский промышленник и государственный служащий.

## Биография
Фредерик Лизерс родился 21 ноября 1883 года в доме 47 по улице Бромли, в лондонском Степни, в семье плотника Роберта Лизерса и Эмили Джейн, урожденной Симан. Его отец умер, когда ему было четыре месяца. Он оставил школу в 1898 году в возрасте 15 лет, чтобы работать в Ассоциации владельцев угольных судов (позже слившейся с William Cory & Son), став управляющим директором в 1916 году. Он также занимался другими компаниями, занимающимися углем или судоходными услугами. Он служил в управлении Pacific и Orient Lines, где привлек внимание Уинстона Черчилля, с 1931 года директора фирмы.
Он занимал должность советника Министерства судоходства (1914—1918, 1940—1941), а также должность министра военного транспорта в 1941 году на протяжении всей Второй мировой войны по назначению и по настоятельной рекомендации Черчилля, который при этом возвел его в звание пэра.
Он посетил конференции в Касабланке, Вашингтоне, Квебеке и Каире в 1943 году. Он вел переговоры о ленд-лизе американских кораблей в Британию. Он также сопровождал премьер — министра Уинстона Черчилля на Ялтинской и Потсдамской конференциях.
Позднее, с 1951 по 1953 год, он занимал пост министра по координации транспорта, топлива и энергетики. 19 мая 1941 года он был возведен в звание пэра и получил титул барона Лизерса из Перфлита в графстве Эссекс, а в 1943 году был назначен членом Ордена кавалеров почета. 18 января 1954 года он был удостоен звания виконта Лизерса из Перфлита в графстве Эссекс.

## Семья
1 июня 1907 года Фредерик Лизерс женился на Эмили Этель Бакстер (1882 — 30 декабря 1971), дочери Генри Бакстера. У супругов было трое детей:
- Фредерик Алан Лезерс, 2-й виконт Лизерс (4 апреля 1908 — 21 января 1996), старший сын и преемник отца.
- Достопочтенный Лесли Джон Лизерс (25 ноября 1911 — 7 августа 2002)
- Достопочтенная Одри Мэри Лизерс (21 декабря 1915 — 15 января 2013).